# Rhipidoglossum schimperianum
Rhipidoglossum schimperianum é uma espécie de orquídea, família Orchidaceae, que existe no Sudão, Etiópia e Uganda. Trata-se de planta epífita, monopodial com caule que mede pelo menos vinte centímetros de comprimento e tem folhas alternadas ao longo de todo o caule; cujas pequenas flores tem um igualmente pequeno nectário sob o labelo.

## Publicação e sinônimos
- Rhipidoglossum schimperianum (A.Rich.) Garay, Bot. Mus. Leafl. 23: 195 (1972).

Sinônimos homotípicos:
- Dendrobium schimperianum A.Rich., Tent. Fl. Abyss. 2: 282 (1850).
- Angraecum schimperianum (A.Rich.) Rchb.f. in W.G.Walpers, Ann. Bot. Syst. 3: 573 (1852).

- Diaphananthe schimperiana (A.Rich.) Summerh., Bot. Mus. Leafl. 12: 106 (1945).